# Aucuba obcordata
Aucuba obcordata är en garryaväxtart som först beskrevs av Alfred Rehder, och fick sitt nu gällande namn av Kun Tsun Fu, W.K.Hu och Z.P. Soong. Aucuba obcordata ingår i släktet aukubor, och familjen garryaväxter. Inga underarter finns listade.